# Kalb

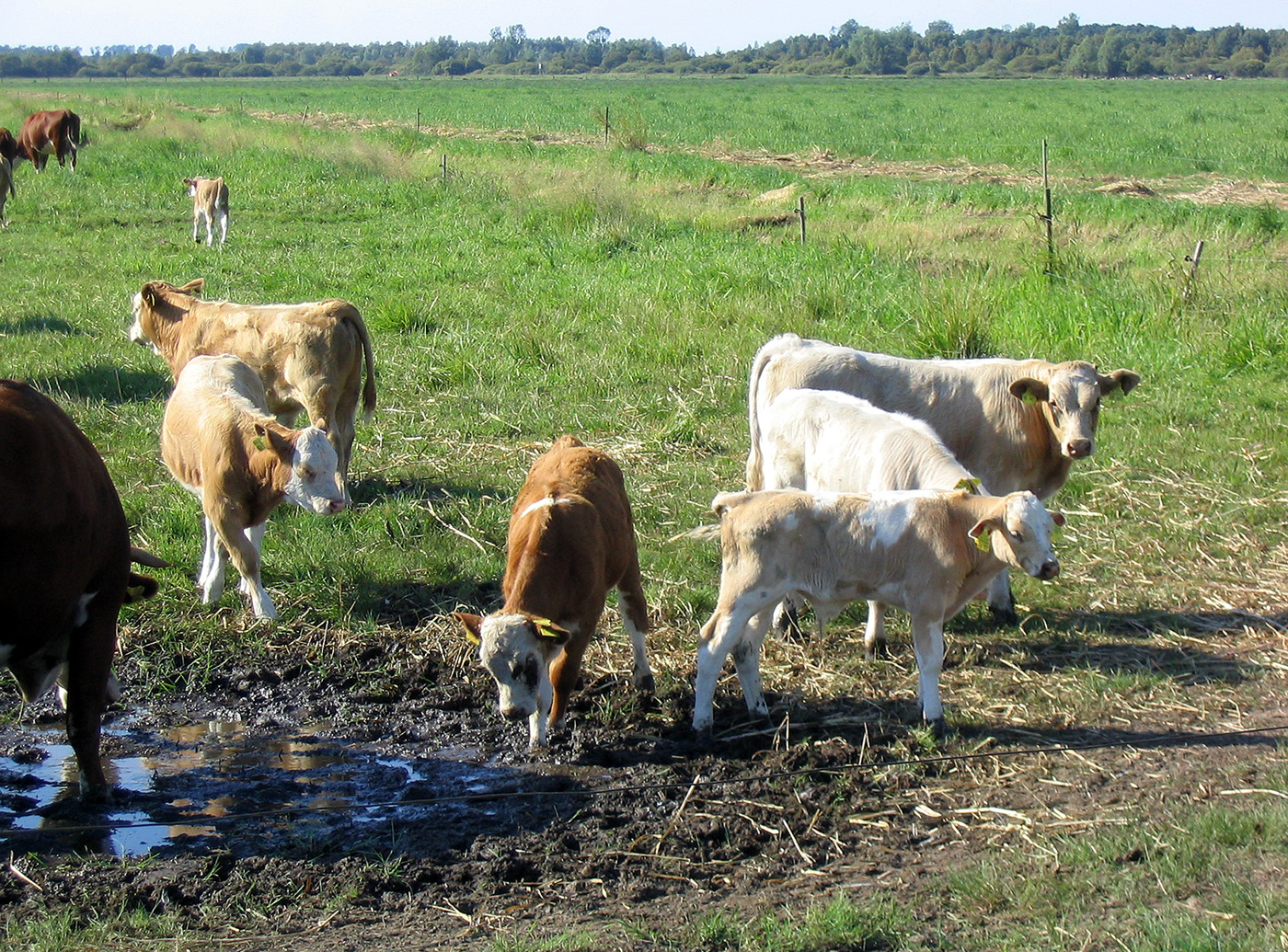
Kälber

Mit Kalb werden die Jungtiere vieler Herdentiere bezeichnet, zum Beispiel bei Rindern, Hirschen, aber auch Elefanten, Giraffen und Flusspferden; auch bei Meeressäugern, also bei Walen und Seekühen, ist diese Bezeichnung üblich.

## Hausrind

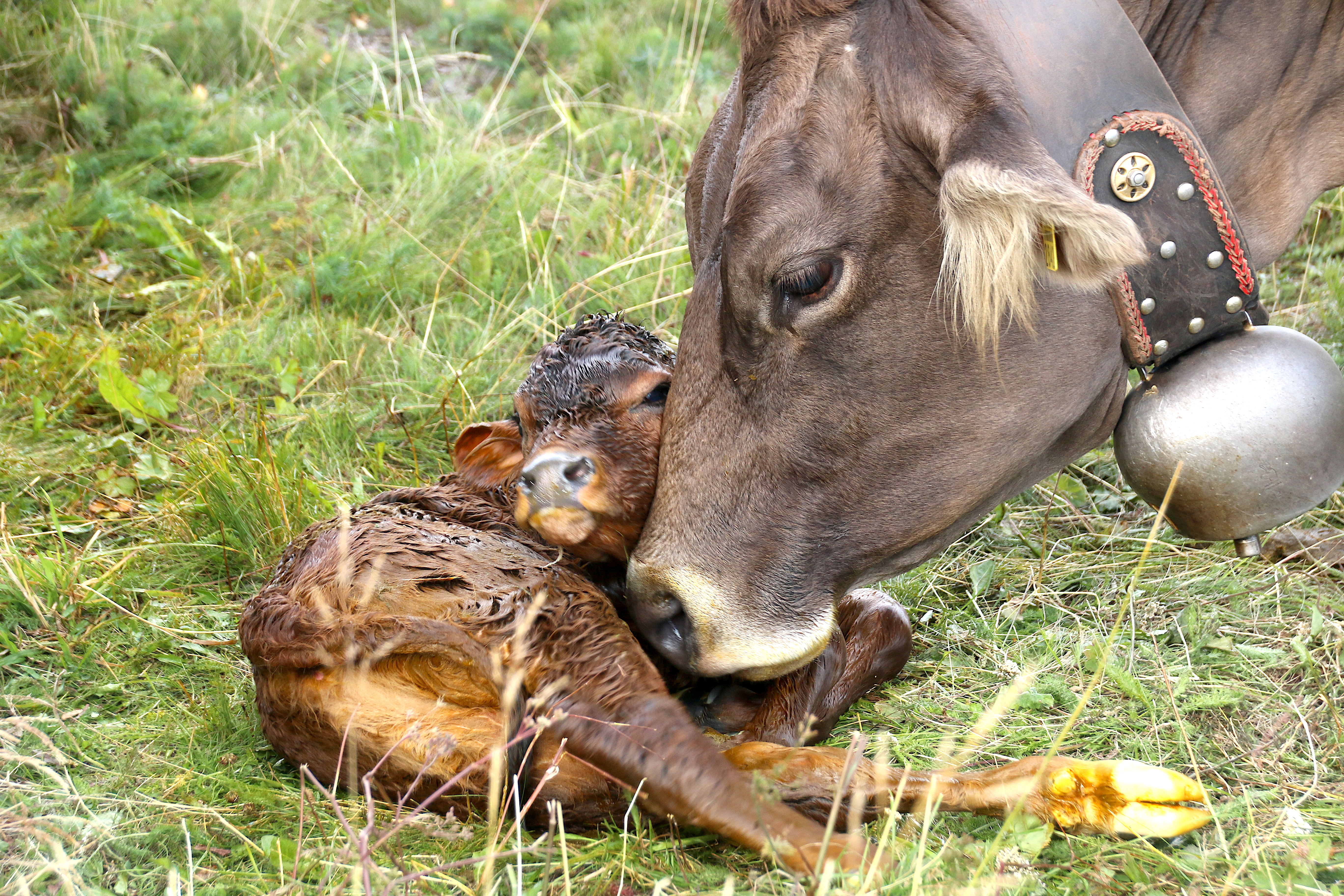
Kuh mit frisch geborenem Kalb

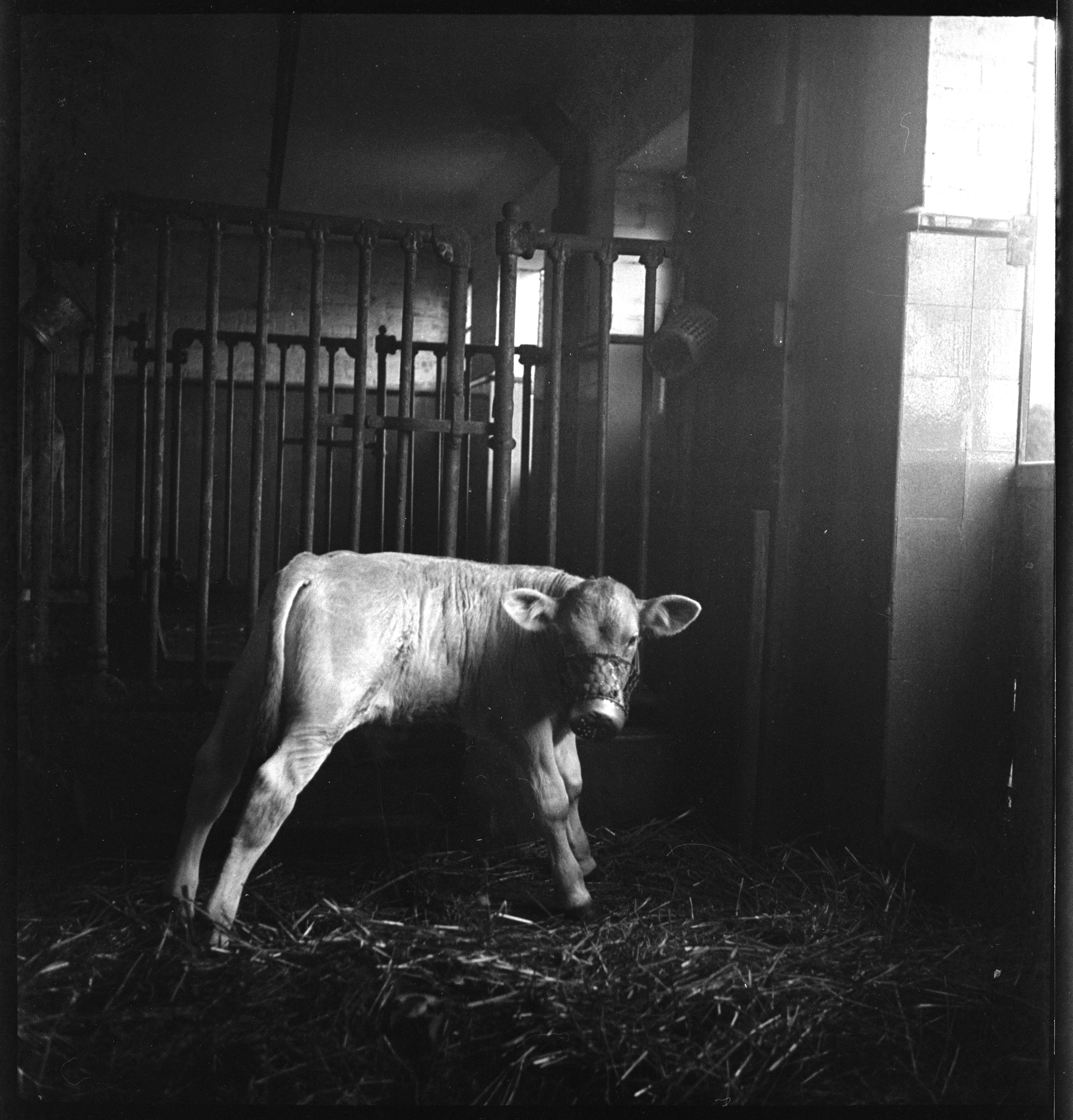
Junges Kalb im Stall, Gutshof Bocken, Horgen 1933, Foto: Annemarie Schwarzenbach
Schweizerisches Literaturarchiv SLA, Nachlass A. Schwarzenbach, A-5-01-075

Beim Rind wird das Junge bis zur Geschlechtsreife Kalb genannt, in der Regel also ein junges Rind beiderlei Geschlechts bis zur Vollendung des ersten Lebensjahres; ein Stier(en)kalb ist ein männliches Jungtier. Ein nur mit Milch aufgezogenes Jungtier des Rindes wird bis zum Gewicht von 150 kg als Milchkalb bezeichnet und ein Tier über 300 kg, das aber noch nicht geschlechtsreif ist, als Jungrind. Weibliche Jungtiere sind ab dann bis zur ersten Kalbung Färsen.
Der Rindernachwuchs wird heute meist getrennt von der Mutter aufgezogen, denn die Milch wird vom Landwirt gemolken und in der Molkerei zu Trinkmilch, Butter, Käse oder anderen Milchprodukten verarbeitet. Die tiergerechtere Haltung kann dagegen die gemeinsame Haltung von Kühen mit ihren Kälbern (Mutterkuhhaltung) sein. Sie wird meist nur praktiziert, wenn die Fleischproduktion im Vordergrund steht.
Der Vorgang der Geburt eines Kalbs heißt Kalben.
Kälber, die bis zur Schlachtung nur mit Milch und Heu ernährt werden und deshalb ein besonders zartes und helles Fleisch liefern, werden als Milchkälber bezeichnet.

## Kälber von anderen Säugetierarten

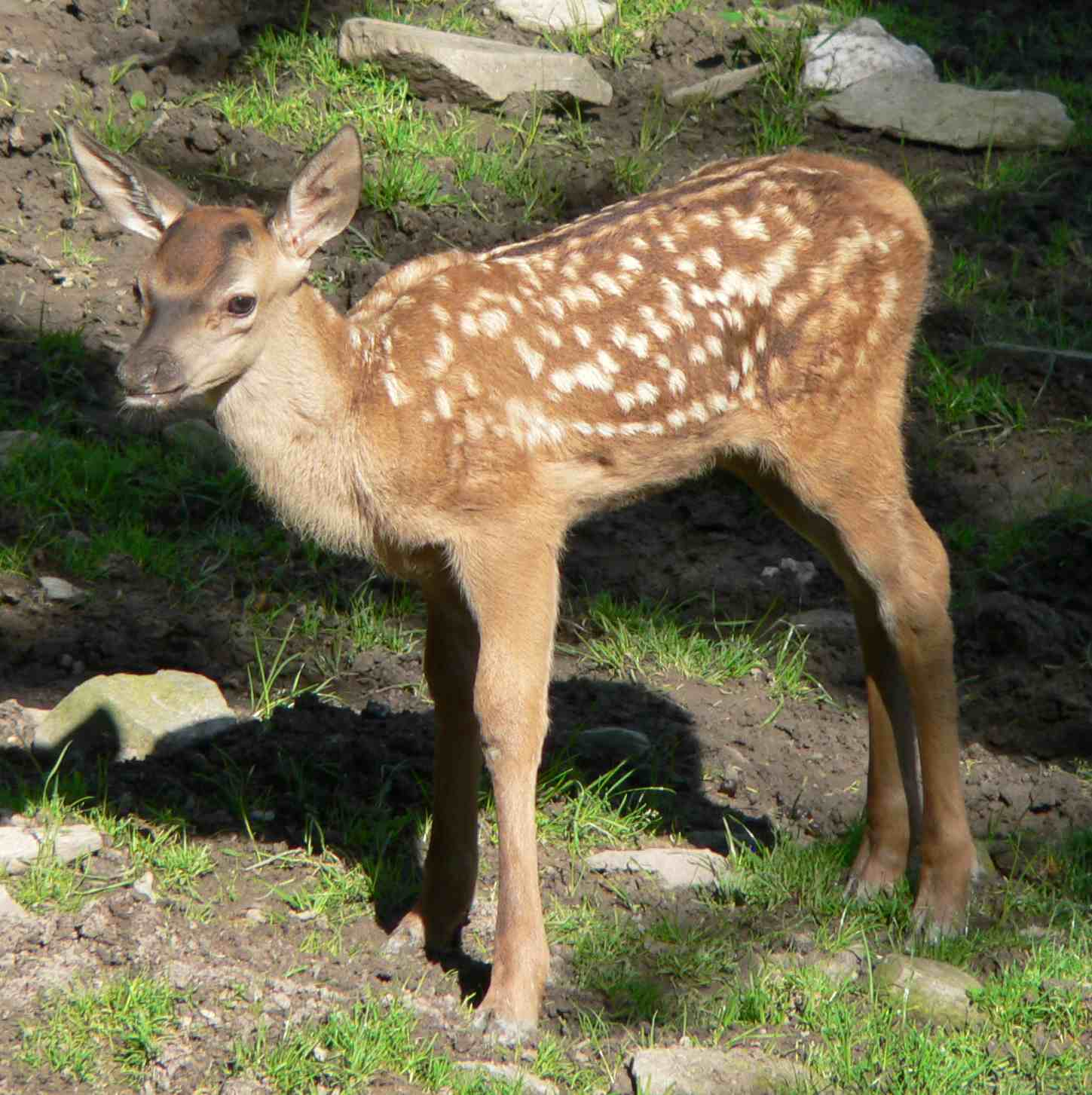
Hirschkalb
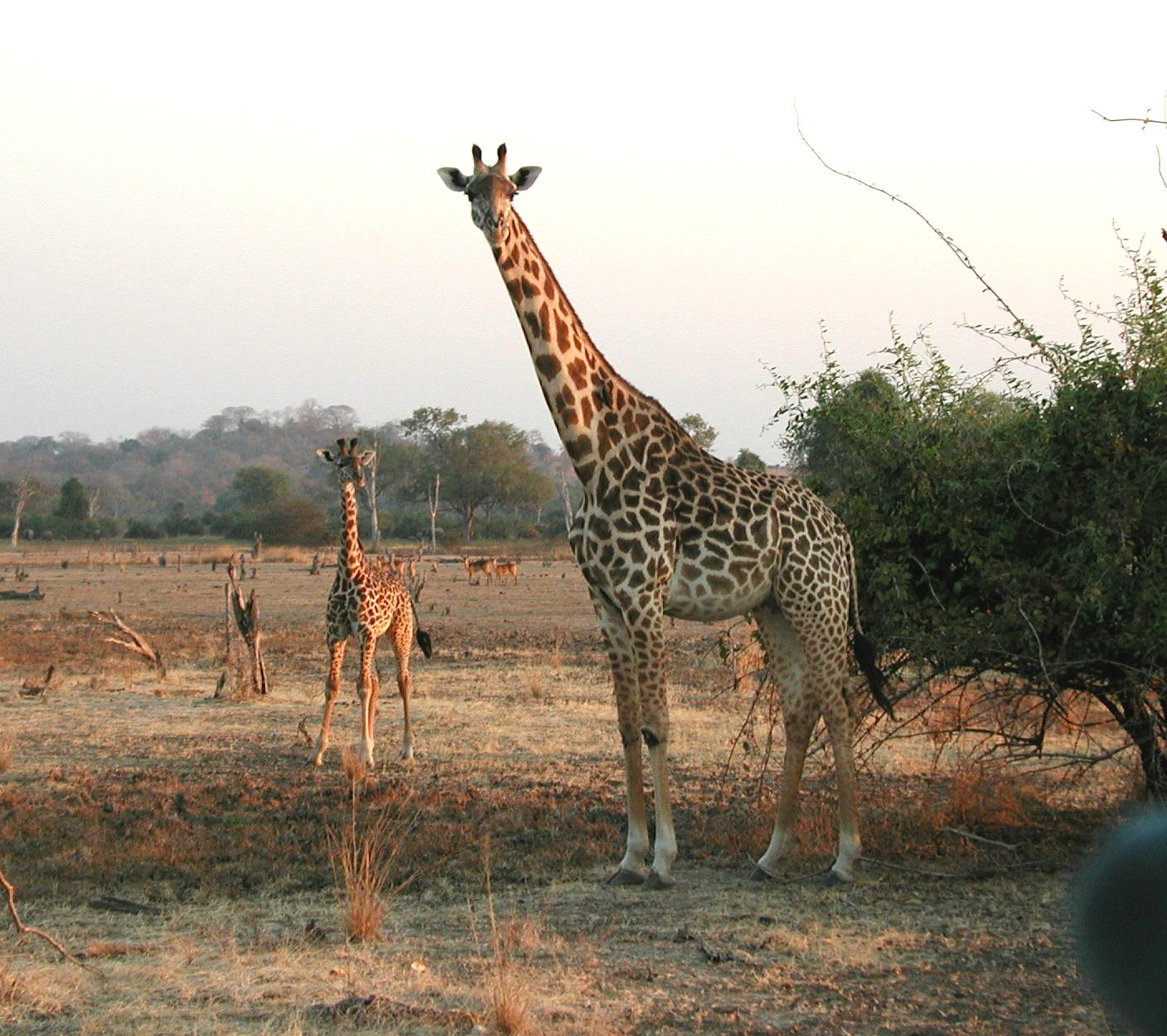
Giraffe mit Kalb
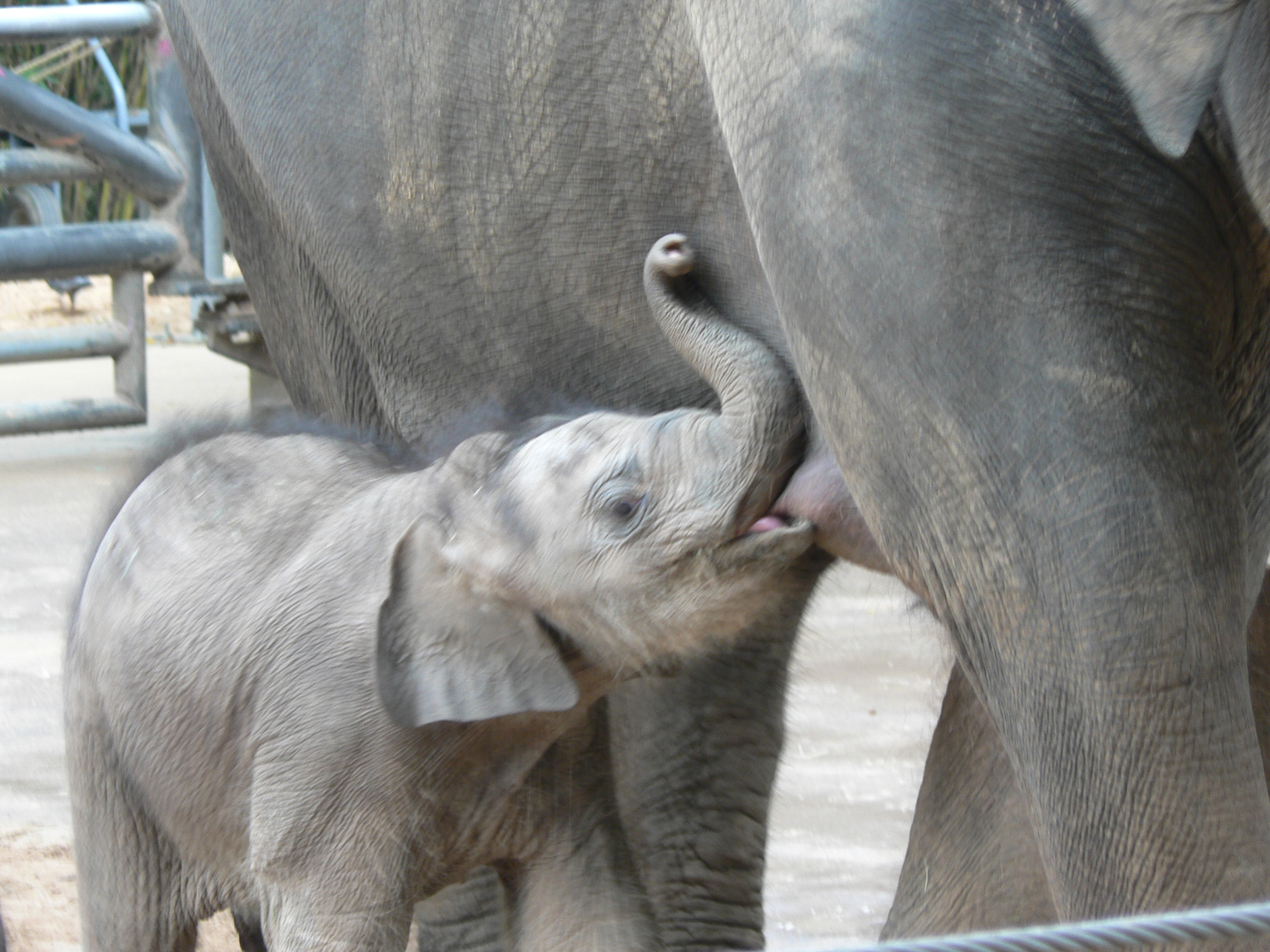
Elefantenkalb
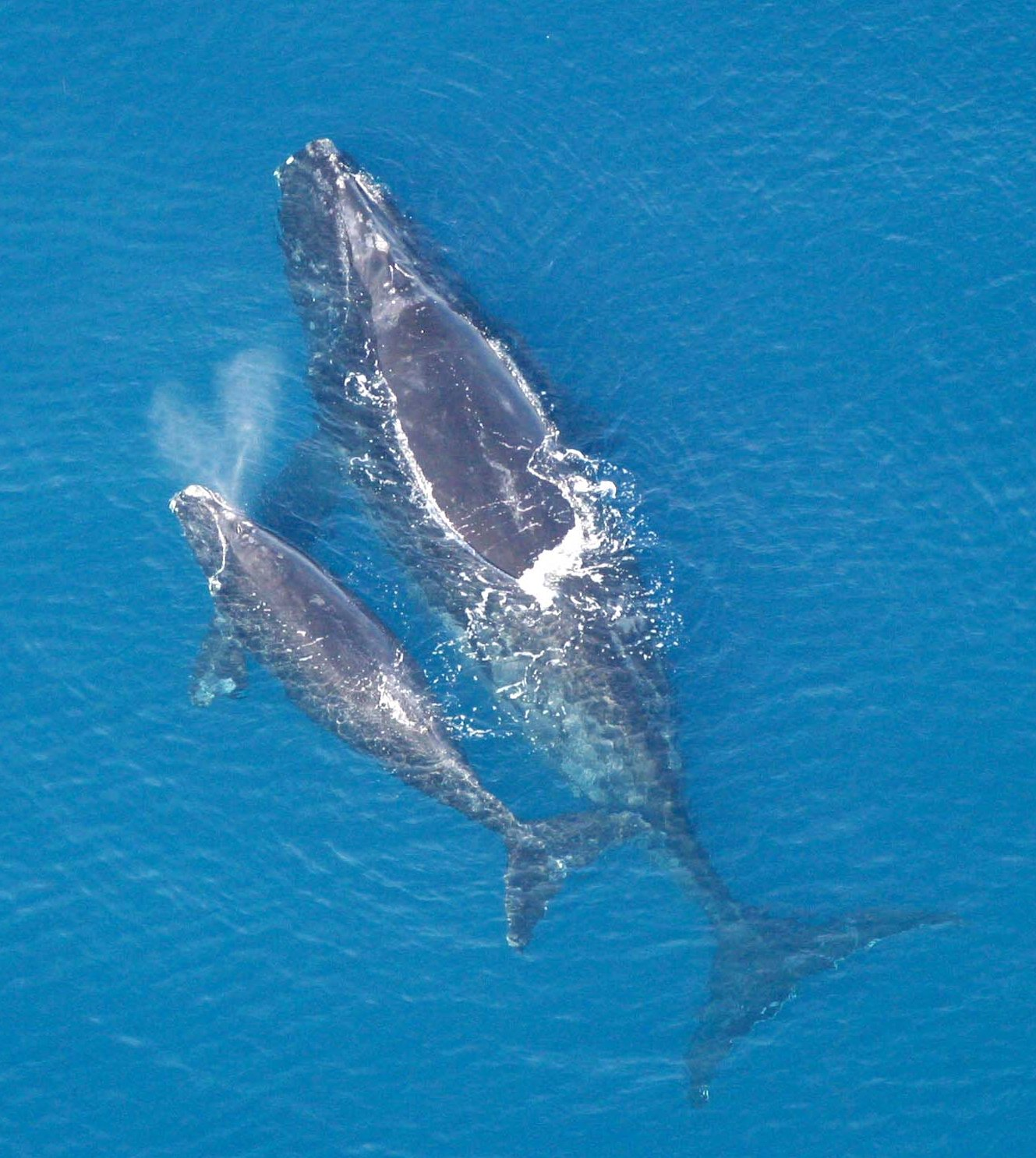
Atlantischer Nordkaper mit Kalb.